# Jan Randles
Jan Randles (Melbourne, Australia; 23 de agosto de 1945 – Victoria, Australia; 12 de enero de 2025) fue una atleta paralímpica australiana de clase 4.

## Carrera
A los 29 años mientras estaba de vacaciones en Bali tuvo un accidente de motocicleta y se rompió la espalda, lo que la dejó en silla de ruedas. Randles fue ubicada en la clase "4" en la Maratón, 5000 m, 1500 m y 800 m en los Juegos Paralímpicos de 1984. En esos juegos ganó dos medallas: una de oro en la maratón femenil 4 y una de bronce en los 5000 m 4, con lo que fue la primera atleta paralímpica de Australia en ganar una medalla de oro.
En 1985 ganó las pruebas de 100, 200 y 400 m en los Juegos Australianos. También compitió en la Copa del Mundo de Atletismo de 1985 en Canberra en los 800m como deporte de exhibición, donde finalizó en segundo lugar detrás de la campeona mundial Monika Saker.
En los Juegos Mundiales IWAS de 1986 ganó la medalla de oro en los 5000 m y la maratón, plata en los 400 m y bronce en los 800 y 1500 m.

## Distinciones
Randles fue premiada con la Orden de Australia (OAM) en junio de 2024 por su contribución al deporte paralímpico.